# Дольмен-де-Сото

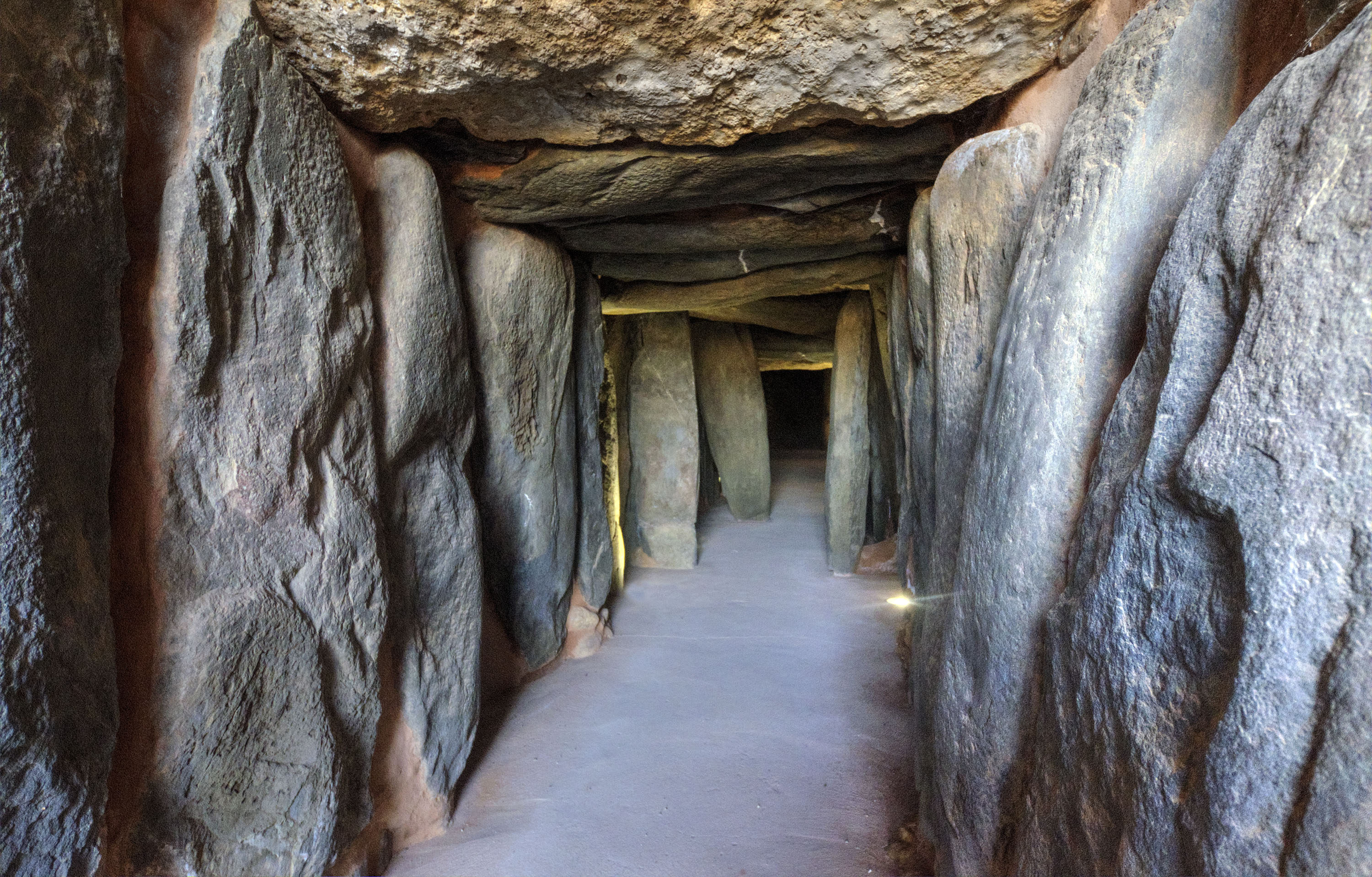
Прохід у Дольмен де Сото

37°21′08″ пн. ш. 6°45′05″ зх. д. / 37.352222222222° пн. ш. 6.7513888888889° зх. д.
Дольмен де Сото (ісп. Dolmen de Soto) — підземна споруда доби неоліту в Трігеросі, Андалусія, Іспанія. За приблизними підрахунками, він був побудований між 4500 і 5000 років тому і є одним із приблизно 200 неолітичних ритуальних поховань у провінції Уельва.

## історія

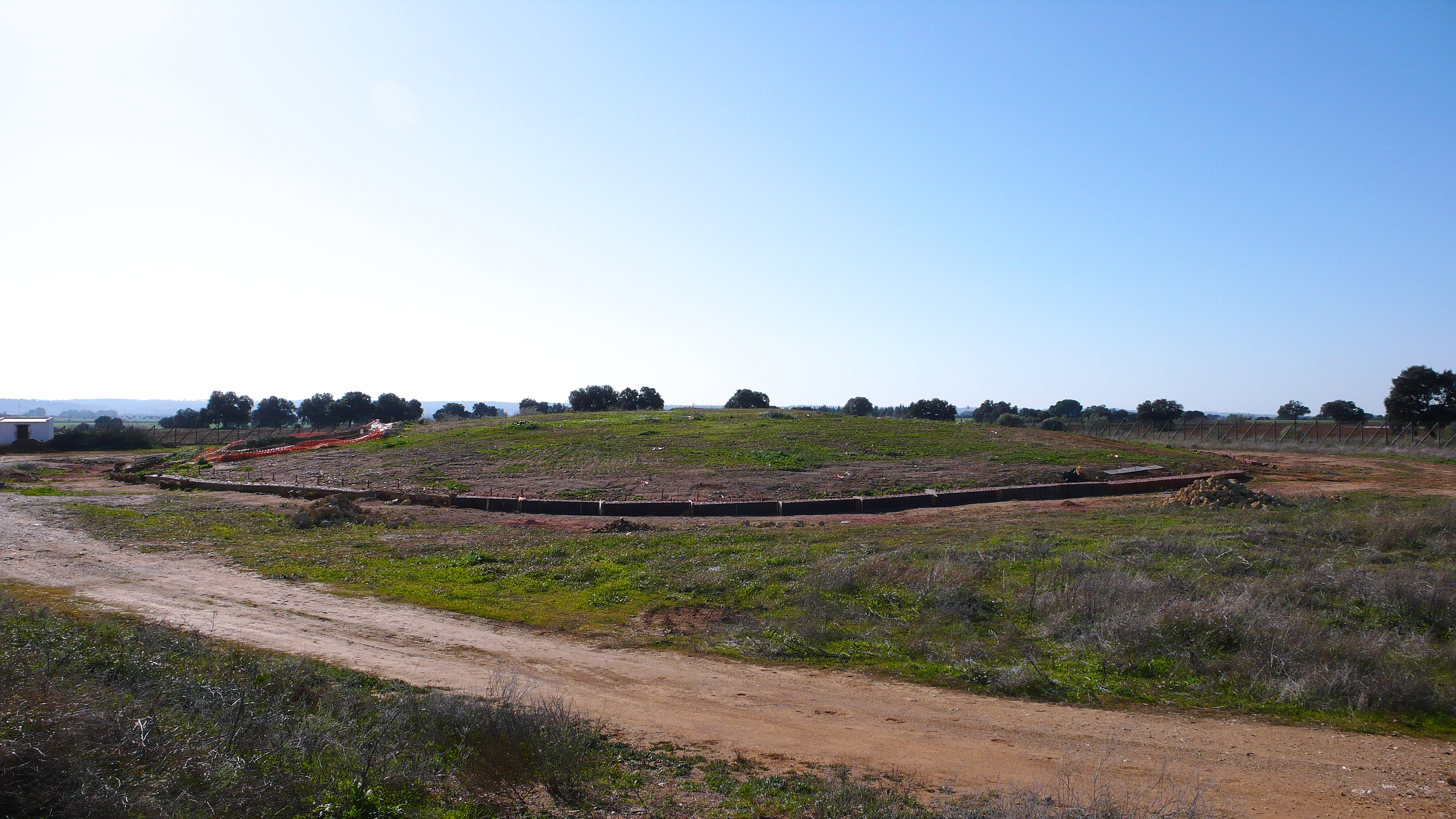
Поверхня Дольмена де Сото

Це місце знайшов Армандо де Сото Морільяс, коли він хотів побудувати новий будинок у 1922 році у своєму маєтку Ла лобіта. Того ж року на місці поховання було розпочато розкопки, а в 1924 році герцог Альба Якобо Фітц-Джеймс Стюарт попросив німецького археолога Гуго Обермаєра провести деякі дослідження. Обермаєр виявив вісім похованих тіл у ембріональній позі разом з артефактами, після чого Обермаєр опублікував книгу, в якій описує результати розкопок і характеристики місця поховання. У 1931 році його було оголошено Національним пам'ятником Іспанії, але він залишався приватною власністю до 1987 року, коли він був включений до юрисдикції Міністерства культури Іспанії.

## Структура
Зовні він нагадує кругоподібний курган діаметром 75 метрів. Має V-подібний прохід 21 метр завдовжки, починаючи з 0.8 м шириною, 1,55 м високий західний вхід, який розширюється до 3.1 м завширшки та 4 м заввишки на сході. У східному кінці проходу є камера. Під час рівнодення перше сонце освітлює внутрішню частину проходу та камеру на кілька хвилин, і вважається, що це означало можливе повторне народження похованого. На кількох стоячих каменях є гравіювання, і він вважається одним із найбільших дольменів в Іспанії. Прохід має 31 стоячий камінь у північній частині проходу та 33 у південній частині. Стоячі камені складаються з кварциту, пісковику та вапняку.

## Артефакти та гравюри
Кожне з восьми виявлених похованих тіл перебувало в позі ембріона, а поруч із ними були відповідні артефакти. Були виявлені кинджали, чаші та морські скам'янілості. Знайдених артефактів було не так багато, як на інших місцях; тому припускається, що Дольмен де Сото довгий час не використовувався. Гравюри були знайдені на 43 стоячих каменях і описують людей, чашки, ножі та геометричні форми, такі як прості лінії чи кола.